# Rhade
Rhade település Németországban, azon belül Alsó-Szászország tartományban. Lakosainak száma 1079 fő (2023. december 31.).

## Népesség
A település népességének változása:
| Lakosok száma | 1116 | 1066 | 1074 | 1078 | 1107 | 1079 |
|               | 2016 | 2017 | 2019 | 2021 | 2022 | 2023 |